# Lampas
Lampas (en grec antic: Λαμπάς, Lampàs) fou un port de la costa meridional del Quersonès Tàuric conegut solament per una referència del Periple del Pont Euxí de Flavi Arrià, i per un altre text semblant, falsament atribuït al mateix Flavi Arrià. Probablement tots dos beuen de la mateixa font.
Tots dos textos indiquen que era situat a 600 estadis del port dels tauroescites o Ateneó (grec antic: Ἀθηναιῶν), lloc desconegut, i a 800 de Teodòsia, és a dir, uns 125 km. Cap a occident, Arrià el situa a 520 estadis del port de Símbolon, lloc també desconegut, i a 700 de Quersonès, és a dir, uns 110 km; per la seva banda, el periple anònim situa Lampas a 220 estadis (uns 35 km) del cap de Criumetòpon (grec antic: Κριοῦ μέτωπον, Kríou Métōpon 'cap d'anyell'), que és el cap Saritx.[en] Això situaria Lampas a 800 estadis (ca. 125 km) de Teodòsia i 700 (ca. 110 km) de Quersonès: aproximadament entre Ialta i Aluixta. Efectivament, en aquesta zona hi hagué dues petites viles tàtares, anomenades Kutxuk Lambat[ru] i Biük Lambat[ru] (el 1945 reanomenada Mali Maiak), continuadores del topònim de l'antiga Lampas, segons que recull Dubois de Montpéreux (1843). En tàrtar, Küçük Lambat i Büyük Lambat signifiquen 'petit far' i 'gran far', respectivament, ben igual que el grec λαμπάς, lampàs. Segons Smith, en aquest indret s'hi varen trobar ruïnes antigues.
Hi ha una variant textual en el text d'Arrià que substitueix la primera referència a Lampas per Halmitis. Atès que aquest mot conté l'arrel grega ἅλς, hals 'sal', filòlegs com Smith ho volgueren relacionar amb un lloc de salaó al port de Lampas; d'altres, però, simplement corregeixen el text reprenent la variant Lampas.